# Akko (poisson)
Pour les articles homonymes, voir Akko.
Genre
Akko est un genre de poissons marins de la famille des Gobiidae.

## Liste des espèces
Selon World Register of Marine Species (4 avril 2024) :
- Akko brevis (Günther, 1864)
- Akko dionaea Birdsong & Robins, 1995
- Akko rossi Van Tassell & Baldwin, 2004

## Classification
Le nom valide complet (avec auteur) de ce taxon est Akko Birdsong & Robins, 1995,.

## Publication originale
- (en) Ray S. Birdsong et C. Richard Robins, « New Genus and Species of Seven-Spined Goby (Gobiidae: Gobiosomini) from the Offing of the Amazon River, Brazil », Copeia, Société américaine des ichtyologistes et des herpétologistes, vol. 1995, no 3,‎ 18 août 1995, p. 676-683 (ISSN 0045-8511 et 1938-5110, OCLC 1565060, DOI 10.2307/1446764, JSTOR 1446764).